# Phebellia stula
Phebellia stula är en tvåvingeart som först beskrevs av Zetterstedt 1844.  Phebellia stula ingår i släktet Phebellia och familjen parasitflugor. Inga underarter finns listade i Catalogue of Life.